# 775 Lumière
775 Lumière
775 Lumière là một tiểu hành tinh ở vành đai chính, thuộc nhóm tiểu hành tinh Eos. Nó được J. Lagrula phát hiện ngày 6.01.1914 ở Nice (Pháp), và được đặt theo tên Auguste và Louis Lumière, hai anh em người Pháp, tiên phong trong ngành điện ảnh.